# 10654 Бонтеко
10654 Бонтеко (10654 Bontekoe) — астероїд головного поясу.
Тіссеранів параметр щодо Юпітера — 3,064.